# Emmanuel Palomares
Emmanuel Palomares (Trujillo, 13 de julho de 1990), é um ator e bailarino venezuelano nacionalizado mexicano.

## Carreira
Começou sua trajetória de ator em seu país natal. Depois transladou-se a México para continuar sua carreira. Interpretou diversas personagens, começando por Mateo em Escândalos, pouco depois no programa unitário Como diz o dito em três episódios. Protagonizou a webnovela Coração apaixonado que aparecia na telenovela Dantes morrida que Lichita de Rosy Ocampo.
Em 2016, interpretou a Lisandro em Coração que mente. Nesse mesmo ano, interpretou a José em Mujeres de negro, junto a Alejandra Barros, Ximena Herrera e Mayrín Villanueva.
Em 2017, personifica a Uriel Santana, o protagonista juvenil da telenovela Em terras selvagens, compartilhando créditos com Nerea Camacho,  Claudia Álvarez, Cristián da Fonte, Diego Olivera, Horacio Pancheri e os primeiros actores Daniela Romo e César Évora. Para o tema musical de Uriel e Alejandra na telenovela, interpreta A Señorita junto a Alex Rosguer.
Em 2018, co-protagoniza a telenovela E amanhã será outro dia ao lado de Angélica Vale, Alejandra Barros, Diego Olivera e Florencia de Saracho.
Em 2023 protagoniza a novela Perdona nuestros pecados.

## Filmografía

### Televisão
| Ano         | Título                        | Personagem                                                              |
| ----------- | ----------------------------- | ----------------------------------------------------------------------- |
| 2011        | Corações extremos             | Julio                                                                   |
| 2012        | Nascer contigo                | Miguel Ángel Gael Parra                                                 |
| 2014-2015   | Como diz o dito               | Ángel / Gustavo / Juan Ignacio                                          |
| 2015        | A rosa de Guadalupe           | Salomón / Antonio                                                       |
| 2015        | Escândalos                    | Mateo Bautista Brand                                                    |
| 2015-2016   | Antes muerta que Lichita      | Francisco Javier                                                        |
| 2015-2016   | Pasión y poder                | Johnny                                                                  |
| 2016        | Corazón que miente            | Lisandro Moliner Bustos                                                 |
| 2016        | Mujeres de negro              | José Rivera                                                             |
| 2017        | En tierras salvajes           | Uriel Santana                                                           |
| 2018        | Y mañana será otro día        | Rafael da Maza Cervantes / Rafael Sarmiento Cervantes                   |
| 2018        | Olha quem dança               | Ele mesmo - Participante; 3er Lugar                                     |
| 2020        | Vencer el miedo               | Rommel Guajardo                                                         |
| 2020-2021   | Vencer el desamor             | Gael Falcón Albarrán / Rommel Guajardo                                  |
| 2021        | Quem é a máscara?             | Ele mesmo                                                               |
| 2022        | La herencia                   | Simón Do Monte Arango                                                   |
| 2022        | Tal para qual                 | Donovan                                                                 |
| 2023        | Perdona nuestros pecados      | Andrés Montero Martínez                                                 |
| 2024        | Vivir de amor                 | José Emilio Aranda Rivero Cuéllar / José Emilio Pastrana Rivero Cuéllar |
| 2024-2025   | Las hijas de la señora García | Nicolás "Nico" Portilla Borbón                                          |
| 2025 - 2026 | Los hilos del pasado          | Carlos Navarro                                                          |

### Cinema
| Ano  | Título              | Papel                           |
| ---- | ------------------- | ------------------------------- |
| 2022 | Caminho à liberdade | Cadillo León de Febres Cordeiro |

### Teatro
| Ano       | Título           | Papel   |
| --------- | ---------------- | ------- |
| 2017-2018 | Só para mulheres | O mesmo |